# Acalolepta sobria
Acalolepta sobria là một loài bọ cánh cứng trong họ Cerambycidae.